# Адюардерзейл
Адюардерзейл (нід. Aduarderzijl, нід. вимова: [ˌaː.dyˌɑr.dərˈzɛi̯l]) — селище в нідерландській провінції Гронінген. Входить до муніципалітету Вестерквартір.